# Maria Celestina Fernandes
Maria Celestina Fernandes (Lubango, 12 de setembro de 1945) é uma advogada, assistente social e escritora angolana de livros infantis. 
Além da literatura infantojuvenil escreve também nos génros poesia e conto. Como escritora, ganhou vários prémios, incluindo o Prémio Literário Jardim do Livro Infantil, o Prémio Caxinde do Conto Infantil e o Prémio Excelência Literária (Troféu Corujão das Letras).

## Biografia
Maria Celestina Fernandes nasceu no Lubango a 12 de Setembro de 1945, filha de pai funcionário público.   Estudou no Liceu Salvador Correia, em Luanda . 
Maria Celestina Fernandes formou-se como assistente social no Instituto Pio XII de Serviço Social e licenciou-se em Direito pela Faculdade de Direito da Universidade Agostinho Neto . 

## Carreira
Em 1975, Maria Celestina Fernandes começou a trabalhar no Banco Nacional de Angola, onde esteve mais de duas décadas, passando de chefe do departamento social a diretora adjunta do departamento jurídico, e mais tarde aposentou-se. 
Maria Celestina Fernandes começou a escrever no final da década de 1980, inicialmente no Jornal de Angola e no Boletim da Organização da Mulher Angolana (OMA).  Desde 1990, publicou vários livros.  Em fevereiro de 2016, participou num festival de literatura em Lisboa, Portugal, organizado pelo ex-presidente do país, Jorge Sampaio . 
Maria Celestina Fernandes é membro da União dos Escritores Angolanos e da Associação Chá de Caxinde . 

## Obras selecionadas
As suas publicações incluem: 

### Literatura infantil
- A borboleta cor de ouro, UEA, 1990
- Kalimba, INALD, 1992
- A árvore dos gingongos, Edições Margem, 1993
- A rainha tartaruga, INALD, 1997
- A filha do soba, Nzila, 2001
- O presente, Chá de Caxinde, 2002
- A estrela que sorri, UEA, 2005
- É preciso prevenir, UEA, 2006
- As três aventuras no parque e a joaninha, UEA, 2006
- União Arco-Íris, INALD, 2006
- Coletânea de contos, INALD, 2006

### Outros
- Retalhos da vida, INALD, 1992
- Poemas, UEA, 1995
- O meu canto, UEA, 2004
- Os panos brancos, UEA, 2004
- A Muxiluanda, Chá de Caxinde, 2008
- Kambas para Sempre, Kapulana, 2017
- Pedaços de vidas, Editorial Novembro, 2023.

## Prémios
Recebeu os seguintes prémios: 
- Prémio Literário Jardim do Livro Infantil, 2010
- Prémio Caxinde do Conto Infantil, 2012
- Prêmio Excelência Literária (Troféu Corujão das Letras), 2015